# Букша (Яломіца)
Букша (рум. Bucșa) — село у повіті Яломіца в Румунії. Входить до складу комуни Валя-Чорій.
Село розташоване на відстані 117 км на схід від Бухареста, 21 км на північний схід від Слобозії, 107 км на північний захід від Констанци, 88 км на південний захід від Галаца.

## Населення
За даними перепису населення 2002 року у селі проживали 223 особи, усі — румуни. Усі жителі села рідною мовою назвали румунську. Кількість населення на 2011 рік становить 147 мешканців.